# Thomisus sundari
Thomisus sundari is een spinnensoort in de taxonomische indeling van de krabspinnen (Thomisidae).
Het dier behoort tot het geslacht Thomisus. De wetenschappelijke naam van de soort werd voor het eerst geldig gepubliceerd in 2001 door Pawan U. Gajbe & Pawan U. Gajbe.